# Sympétrum éclaireur
Sympetrum obtrusum
Espèce
Statut de conservation UICN

 LC  : Préoccupation mineure
Le Sympétrum éclaireur (Sympetrum obtrusum) est une espèce de libellules du genre Sympetrum. On la retrouve au nord des États-Unis et au Canada, au sud de l'Ontario et au sud du Québec. Les mâles adultes sont identifiables par un visage blanc distinctif et un corps rouge.

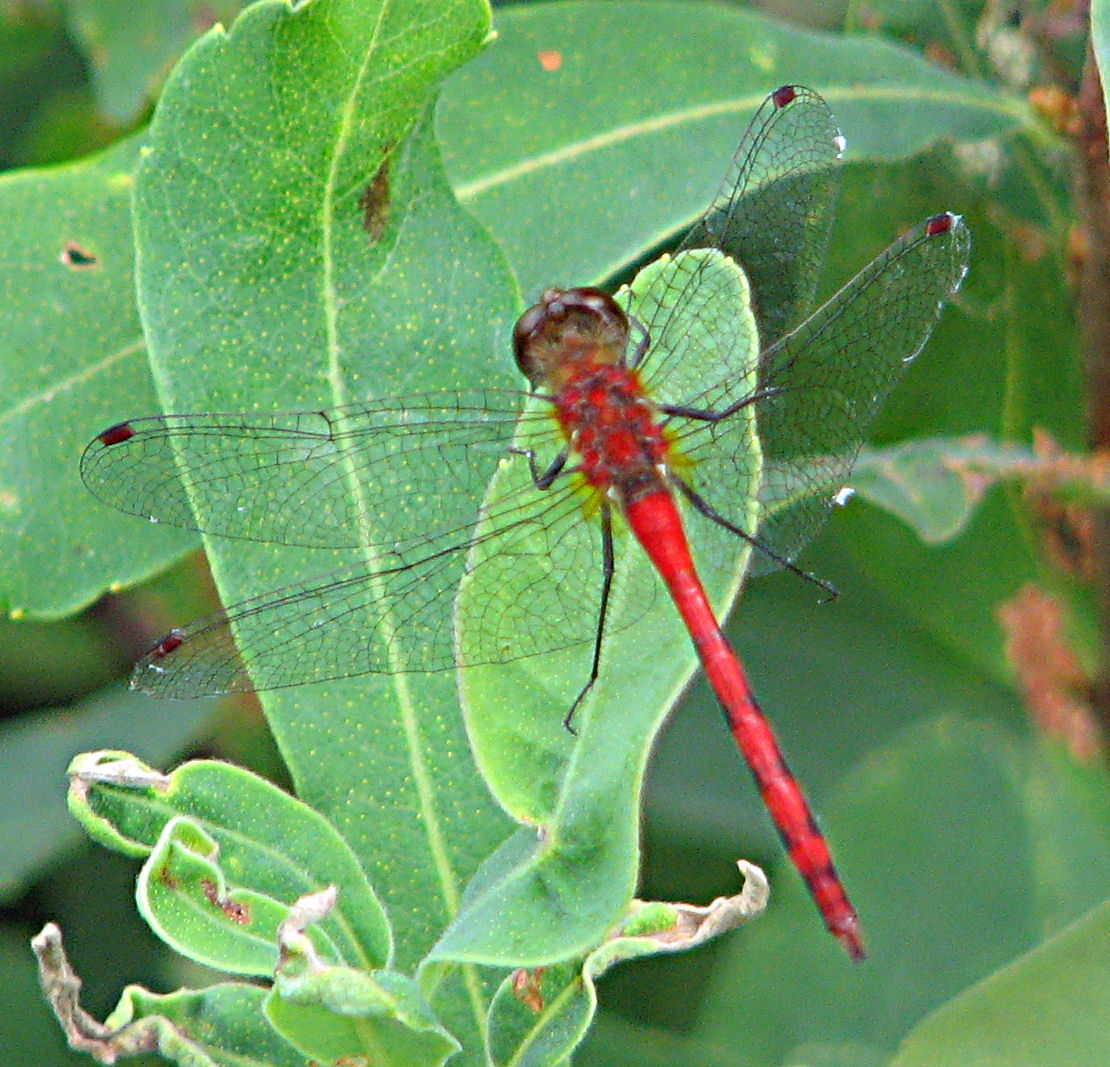
Sympétrum éclaireur - mâle

## Espèces semblables
Immature, le sympétrum éclaireur est presque indiscernable du sympétrum à dos roux (Sympetrum rubicundulum - Ruby Meadowhawk) ou du sympétrum intime (Sympetrum internum - Cerise-face Meadowhawk).
Les zones d'habitation des trois espèces se chevauchent aussi en grande partie. Les éclaireurs peuvent être identifiés par leur visage blanc, comme leur nom anglais l'indique (White-face Meadowhawk), mais seulement à leur maturité sexuelle.